# لشکر ۹۶ پیاده (ایالات متحده آمریکا)
لشکر ۹۶ پیاده (انگلیسی: 96th Sustainment Brigade) لشکر پیاده‌نظام نیروی زمینی ایالات متحده آمریکا است، که در سال ۱۹۱۸ تأسیس شد.
این لشکر در سال ۱۹۱۸ تشکیل شد و در جنگ جهانی اول و در جنگ اقیانوس آرام در طول جنگ جهانی دوم خدمت کرد. پس از جنگ اصلاح شد و تا سال ۱۹۶۵ بخشی از نیروی ذخیره ارتش ایالات متحده بود.
در سال ۱۹۶۷، شماره "۹۶" برای ستاد اداری منطقه ذخیره ارتش ایالات متحده، یعنی فرماندهی ۹۶ ذخیره احیا شد. از نظر فنی، هیچ ارتباط تباری با لشکر ۹۶ پیاده نداشت. با تعدادی تغییر نام مجدد، این لشکر در قرن بیست و یکم همچنان در خدمت است. از ۱۷ سپتامبر ۲۰۰۸، به لشکر ۹۶ پشتیبانی تبدیل شد و ستاد آن در فورت داگلاس، سالت لیک سیتی، یوتا واقع شده است.